# Boucles de la Mayenne 2015
Els Boucles de la Mayenne 2015, 41a edició dels Boucles de la Mayenne, es disputà entre el 3 i el 7 de juny de 2015 sobre un recorregut de 550,5 km repartits entre tres etapes i un pròleg, amb inici i final a Laval. La cursa formava part del calendari de l'UCI Europa Tour 2015, amb una categoria 2.1.
El vencedor final fou el francès Anthony Turgis (Cofidis) gràcies al marge obtingut en la segona etapa. Rere seu finalitzaren Andrea Pasqualon (Roth-Škoda), vencedor de la classificació per punts, i Pierre-Luc Périchon (Bretagne-Séché Environnement). Turgis també guanyà la classificació dels joves. Clément Koretzky (Vorarlberg) guanyà la classificació de la muntanya, Thomas Vaubourzeix (Veranclassic-Ekoï) la de les metes volants i l'Armée de Terre la classificació per equips.

## Equips
L'organització convidà a prendre part en la cursa a un equip World Tour, set equips continentals professionals i tretze equips continentals:
- equips World Tour: FDJ
- equips continentals professionals: Bretagne-Séché Environnement, Caja Rural-Seguros RGA, Cofidis, Team Europcar, RusVelo, Topsport Vlaanderen-Baloise, Wanty-Groupe Gobert
- equips continentals: An Post-ChainReaction, Armée de Terre, Auber 93, BKCP-Powerplus, CCT-Champion System, Kuota-Lotto, Marseille 13 KTM, Murias Taldea, Rabobank Development, Roth-Škoda, Roubaix Lille Métropole, Vorarlberg, Veranclassic-Ekoï

## Etapes
| Etapa | Data      | Recorregut                                  |                | Km  | Vencedor d'etapa        | Líder de la general  |
| ----- | --------- | ------------------------------------------- | -------------- | --- | ----------------------- | -------------------- |
| Pr.   | 4 de juny | Laval - Laval                               | Contrarellotge | 4,5 | Johan Le Bon (FRA)      | Johan Le Bon (FRA)   |
| 1a    | 5 de juny | Saint-Pierre-des-Nids - Lassay-les-Châteaux | Etapa plana    | 186 | Andrea Pasqualon (ITA)  | Johan Le Bon (FRA)   |
| 2a    | 6 de juny | Saint-Berthevin - Changé                    | Etapa plana    | 184 | Anthony Turgis (FRA)    | Anthony Turgis (FRA) |
| 3a    | 7 de juny | Colombiers-du-Plessis - Laval               | Etapa plana    | 176 | Danilo Napolitano (ITA) | Anthony Turgis (FRA) |

## Classificació final
|    | Ciclista                  | Equip                        | Temps       |
| -- | ------------------------- | ---------------------------- | ----------- |
| 1  | Anthony Turgis (FRA)      | Cofidis                      | 13h 05' 46" |
| 2  | Andrea Pasqualon (ITA)    | Roth-Škoda                   | + 7"        |
| 3  | Pierre-Luc Périchon (FRA) | Bretagne-Séché Environnement | + 14"       |
| 4  | José Gonçalves (POR)      | Caja Rural-Seguros RGA       | + 14"       |
| 5  | Romain Combaud (FRA)      | Armée de Terre               | + 22"       |
| 6  | Julien El Fares (FRA)     | Marseille 13 KTM             | + 27"       |
| 7  | Thomas Damuseau (FRA)     | Roubaix Lille Métropole      | + 27"       |
| 8  | Xandro Meurisse (BEL)     | An Post-ChainReaction        | + 30"       |
| 9  | Johan Le Bon (FRA)        | FDJ                          | + 31"       |
| 10 | Victor Campenaerts (BEL)  | Topsport Vlaanderen-Baloise  | + 34"       |